# Sony α300

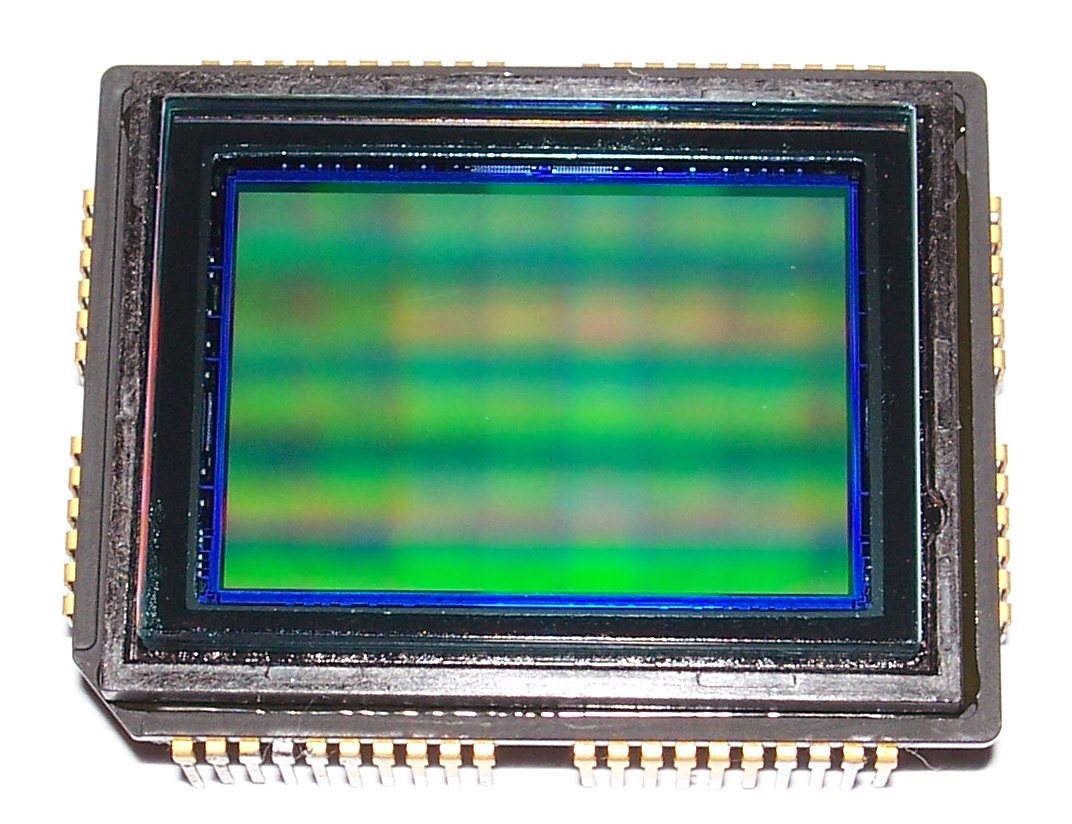
Matryca CCD SONY
ICX493AQA 10,14 (wszystkich 10,75) mega pikseli APS-C 1.8" 28.328mm (23.4 x 15.6 mm) z modułu IS-026 aparatu cyfrowego SONY α (Sony Alpha) α200 lub α300 strona czujnika

Sony α300 (oznaczenie fabryczne DSLR-A300) – lustrzanka cyfrowa (ang. DSLR, Digital Single Lens Reflex Camera) z serii α3xx, produkowana przez japońską firmę Sony. Jej premiera miała miejsce w styczniu 2008, a zakończenie produkcji – w maju 2009. Posiada matrycę o rozdzielczości 10.2 megapikseli.
Alfa 300 to jeden z trzech bliźniaczych modeli (α200, α300 i α350) przeznaczony dla początkujących amatorów fotografii. Od α350 różni go mniejsza rozdzielczość matrycy, a od α200 uchylny ekran oraz tryb Live View. Jej następcami są Sony α330 i α390.

## Cechy aparatu
- stabilizacja matrycy wbudowana w korpusie,
- uchylny wyświetlacz wysokiej jakości,
- tryb Live View z szybkim autofokusem,
- wydajny akumulator,
- nisko osadzona wbudowana lampa błyskowa,
- duże szumy przy wysokich wartościach ISO.